# Чжэ-цзун (династия Сун)
Чжэ-цзун (кит. 哲宗, личное имя — Чжао Сюй (кит. 趙煦) 4 января 1076 — 23 февраля 1100) — 7-й китайский император династии Сун в 1085—1100 годах, посмертное имя — Чжао Сяо-хуанди (кит. 昭孝皇帝).

## Биография
Происходил из императорского рода Чжао. Сын императора Шэнь-цзуна. Унаследовал трон в восьмилетнем возрасте в 1085 году. Реальное руководство страной перешло к императрице Гао-тайхоу — матери покойного правителя. Ещё до своего прихода к власти она активно включилась в острую внутреннюю борьбу по поводу реформ, проводившихся в то время по инициативе Ван Аньши и его сторонников. Её симпатии были на стороне противников реформ, и она вместе с другими императорскими родственниками добилась отставки Ван Аньши и постепенного восстановления прежних порядков. Во внешней политике Гао придерживалась тактики уступок соседям и передала ряд территорий на северо-западе тангутскому государству Си Ся.
После смерти императрицы-регента в 1093 году Чжэ-цзун изменил внешнюю политику, отправив в отставку или в отдалённые провинции лидеров консерваторов  Су Ши, Су Чжэ. Император предпочел консерваторам сторонников Ван Аньши.
Одновременно по инициативе Чжэ-цзуна было снижено налоговое давление на крестьян, арендаторов земли, ослаблены наказания за уголовные преступления. В 1098 году было создано специальное управление, которое занималось строительством домов для престарелых и бездомных. Этот император считается одним из гуманнейших из всех императоров династии Сун.
Во внешней политике начался переход к сопротивлению притязаниям государства Си Ся. Был осуществлен ряд успешных походов, благодаря чему отвоеваны китайские земли и враг был принуждён к заключению выгодного для империи Сун соглашения.
Чжэ-цзун скоропостижно скончался в Кайфэне 23 февраля 1100 года.